# Marco Mordente
Marco Mordente (* 7. Januar 1979 in Teramo) ist ein ehemaliger italienischer Basketballspieler.

## Werdegang
Mordente begann in seiner Geburtsstadt Teramo mit dem Basketballsport, ehe er in den Nachwuchs von Pallacanestro Treviso wechselte. Er brachte seine gesamte Laufbahn als Berufsbasketballspieler bei Vereinen seines Heimatlandes zu. Ende Oktober 1996 bestritt er im Alter von 17 Jahren sein erstes Spiel in der Serie A. Mit Treviso wurde er 2006 italienischer Meister, gewann im selben Jahr den Supercup und 2007 den Pokalwettbewerb. In der Saison 2006/07 traf er in der Euroleague die Hälfte seiner Dreipunktewürfe und lag mit diesem Wert in dem Wettbewerb an der Spitze. Nach seiner Rückkehr zu Olimpia Mailand im Jahr 2008 wurde Mordente Kapitän der Mannschaft.

### Nationalmannschaft
Mordente nahm an den Europameisterschaften 2005, 2007 und 2011 sowie an der Weltmeisterschaft 2006 teil. 2005 gewann er mit Italien die Mittelmeerspiele, 2001 hatte er bei der Veranstaltung zum Erringen der Bronzemedaille beigetragen. Bei der EM 2011 war er Kapitän der italienischen Auswahl, anschließend zog er sich nach 128 Länderspielen, in denen er auf eine Gesamtzahl von 721 erzielten Punkten kam, aus der Nationalmannschaft zurück.